# Kronobruk
Ett kronobruk är ett järnbruk som ägs av kronan. 
Tidiga järnbruk i Sverige var ofta kronobruk medan de flesta under Gustav II Adolfs tid och senare blev privatägda, ofta av utländska  entreprenörer.